# ページアップキーとページダウンキー

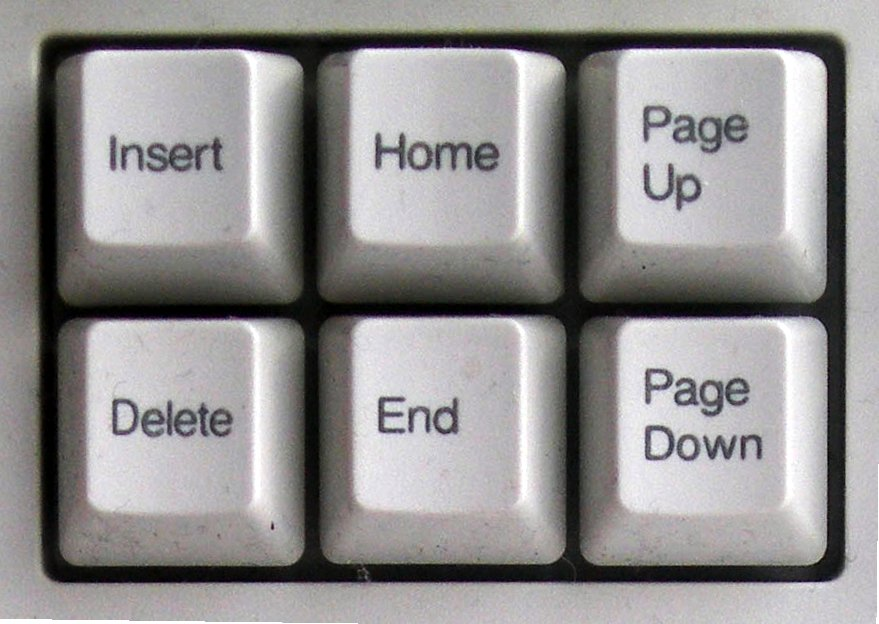
ページアップキー（上段の右のキー）とページダウンキー（下段の右のキー）

ページアップキー（PgUpキー、英：Page Up key）およびページダウンキー（PgDnキー、英：Page Down key）は、コンピュータ用のキーボードのキーで、ディスプレイ上の表示を上下方向にスクロールすることで、前のページや次のページを表示する用途に使用される。

## 名称
以下のように呼ばれることもある。
- ページアップキー（ページ上げキー、前ページキー、前頁キー、スクロールダウンキー）
- ページダウンキー（ページ下げキー、次ページキー、次頁キー、スクロールアップキー）

「スクロール」の場合は上下方向の表現が逆になるので注意が必要である。また「ページ」の場合は、移動単位は文書上のページ（ワープロソフトなどで印刷されるページ）ではなく、画面上のページ（ウィンドウなどに表示している範囲）である場合が多い。

## 概要
ページアップキーとページダウンキーは、基本的には文書のスクロールに使用されるが、移動する距離はアプリケーションプログラムによって異なる。文書が画面より短い場合は、これらのキーを押しても何も起こらない。
カーソルキー（方向キー、↑ ↓ ← →）やマウスホイールなどでもスクロールはできるが、1回押した場合の移動距離は短い。
多くのオペレーティングシステムやアプリケーションソフトウェアでは、編集中にシフトキーとの併用（⇧ Shift+⇞ PgUp および ⇧ Shift+⇟ PgDn）により、現在のカーソル位置からスクロールした範囲までの全ての文字を選択（ハイライト）することができる。
またいくつかのアプリケーションソフトウェア（ワープロソフトの多く、Adobe Readerなど）では、コントロールキーとの併用（Ctrl+⇞ PgUp およびCtrl+⇟ PgDn）により、表示画面上のページ単位ではなく、そのアプリケーションにおける文書上のページ単位で移動（つまり前ページおよび次ページ）することができる。

## 備考
2008年8月19日 マイクロソフトは、ページアップキーやページダウンキーが、通常の表示画面の単位ではなく、ワープロソフトでのページ単位で正確に移動する特許を取得した(US, number 7415666, status application,  title "Method and system for navigating paginated content in page-based increments", pubdate 2008-09-19)。
伝統的なメインフレーム用の端末（IBM 3270、IBM 5250など）では、ページアップキーやページダウンキーは存在せず、現在の端末エミュレータでも以下のキーを使用する。このキーアサインは当初のCUA(CUA '97)でも推奨されたが、後にはアプリケーションに任された。
- PF7キー（現在のF7キー、前頁キー）：ページアップキーに相当する
- PF8キー（現在のF8キー、次頁キー）：ページダウンキーに相当する